# Крайні точки Фінляндії
Це список крайніх географічних точок Фінляндії

## Координати
- Північ: 70°4′50″ пн. ш. 27°52′30″ сх. д. / 70.08056° пн. ш. 27.87500° сх. д.
поблизу Нуоргама, села у провінції Лапландія, на кордоні з Норвегією[1],
- Південь: 59°30′18″ пн. ш. 20°20′52″ сх. д. / 59.50500° пн. ш. 20.34778° сх. д.
о. Bogskär[sv], автономія Аландські острови 59°30′18″ пн. ш. 20°20′52″ сх. д. / 59.50500° пн. ш. 20.34778° сх. д.
материкова частина: Туллініємі, провінція Уусімаа 59°48′28.74″ пн. ш. 22°54′47.22″ сх. д. / 59.8079833° пн. ш. 22.9131167° сх. д.
- Захід: 60°18′3″ пн. ш. 19°7′54″ сх. д. / 60.30083° пн. ш. 19.13167° сх. д.
о. Меркет, автономія Аландські острови, на кордоні з Швецією,
материкова частина: трифінія Treriksröset[sv], провінція Лапландія 69°3′36″ пн. ш. 20°32′52″ сх. д. / 69.06000° пн. ш. 20.54778° сх. д.
- Схід: 62°54′31″ пн. ш. 31°35′11″ сх. д. / 62.90861° пн. ш. 31.58639° сх. д.
озеро Вірмаярві, провінція Північна Карелія, на кордоні з Росією.

## Відносно рівня моря
- Найвища: поблизу нижчого з двох піків гори Халті, Скандинавські гори, (1328 м), 69°18′28″ пн. ш. 21°16′20″ сх. д. / 69.30778° пн. ш. 21.27222° сх. д.[2]
- Найнижча: балтійське узбережжя

## Цікавий факт
- Уряд Норвегії підтвердив, що розглядає можливість посунути кордон, подарувавши Фінляндії до сторіччя незалежності (2017 рік) гірську вершину, яка стане новою найвищою точкою країни. Зараз обидва піки Халті належать Норвегії.[3]